# Cladocarpus diana
Cladocarpus diana är en nässeldjursart som beskrevs av Hjalmar Broch 1918. Cladocarpus diana ingår i släktet Cladocarpus och familjen Aglaopheniidae. Inga underarter finns listade i Catalogue of Life.